# Памидово
Пами́дово (болг. Памидово) — село в Пазарджицькій області Болгарії. Входить до складу общини Лесичово.

## Населення
За даними перепису населення 2011 року у селі проживали 378 осіб.
Національний склад населення села:
| Національність   | Кількість осіб | Відсоток |
| ---------------- | -------------- | -------- |
| болгари          | 303            | 81,0%    |
| цигани           | 67             | 17,9%    |
| інша             | 3              | 0,8%     |
| Всього відповіли | 374            |          |

Розподіл населення за віком у 2011 році:
Динаміка населення: